# Kosz (przystanek kolejowy)
Kosz (biał. Кош, ros. Кошь) – przystanek kolejowy w pobliżu miejscowości Kosz, w rejonie mścisławskim, w obwodzie mohylewskim, na Białorusi. Położony jest na linii Orsza - Krzyczew - Uniecza.